# Kandava
Kandava (uitspraakⓘ; (Duits: Kandau; Lijfs: Kāndav) is een stad in de gemeente Tukums, Letland. In januari 2020 had het 3656 inwoners.

## Geschiedenis

### Lijflandse kruistocht
Het grondgebied van het huidige Kandava werd bewoond door Lijven tot de tiende eeuw. Dan begon de Koerse expansie naar het noorden. De nederzetting is ontstaan rond het heuvelfort van Kandava. Dit was een belangrijk centrum in de Koerse streek Vanema.
Als nederzetting (villa Candowe) wordt het voor het eerst genoemd in 1230 in een vredesverdrag tussen de Orde van de Zwaardbroeders, burgers van Riga en de Koerse inwoners van de Abava-vallei. De inwoners behielden hun land, maar werden gedwongen het christendom te aanvaarden als religie, een jaarlijkse belasting te betalen en deel te nemen aan kruistochten tegen niet-christenen. Na verscheidene opstanden werd evenwel in 1253 een nieuw verdrag ondertekend tussen de Lijflandse Orde en het Bisdom Koerland in 1253. Daarin werd het land van de Vanema opgedeeld. Het zuidelijke gedeelte, daarin begrepen Kandava, werd eigendom van de Lijflandse Orde.

### Lijflandse confederatie
Een militair kasteel werd gebouwd rond 1257. Met de jaren werd dit ontmanteld. Heden ten dage zijn enkel nog de funderingen te zien in het stadspark. Het oudste overgebleven gebouw is een wachttoren, gebouwd in 1334 en later gebruikt voor opslag van buskruit. In 1312 werd het kasteel van Kandava de residentie van de vogt en het administratief centrum van het Vanema-gebied. Bronnen uit de zestiende eeuw spreken van een kerk, school en herberg in Kandava.

### Hertogdom Koerland en Semgallen
In het hertogdom Koerland en Semgallen werd Kandava het centrum van Hauptmannshaft Candau. Kandava ontving dorpsrechten in 1625. Onder de heerschappij van hertog Jacob Kettler werden rond Kandava verscheidene manufacturen opgericht. In het dorp was er een vlasweverij en een kruitfabriek waar buskruit werd gemaakt van lokale zwavel en salpeter.
Gedurende deze periode groeide de bevolking van Kandava aan tot 1000 mensen. Verdere ontwikkeling werd gestopt door de tweede Noordse oorlog, waarbij de Zweden het kasteel van Kandava plunderden en vernielden.
Gedurende de derde Noordse oorlog vernielden de Zweden in 1703 het kasteel opnieuw. In 1710 werd Kandava getroffen door een pestepidemie en van de 600 inwoners bleven er enkel een paar ambachtslieden over.
In de 18e eeuw verloor het kasteel van Kandava zijn militaire betekenis. In 1730 werden twee scholen gebouwd in het dorp en in 1736 een nieuwe kerk.

### Gouvernoraat Koerland
Bij de annexatie van het Hertogdom Koerland en Semgallen door het Russische Keizerrijk in 1795 had Kandava maar 439 inwoners. In 1812 werd Kandava korte tijd bezet door het leger van Napoleon. De 19e eeuw was voor Kandava een periode van snelle ontwikkeling. In 1892 telde het dorp al 2100 inwoners. Kandava kreeg dan ook beperkte stadsrechten. De eerste gemeenteraad werd verkozen in 1893.
In 1904 werd de spoorlijn Riga - Ventspils gebouwd nabij de stad. Tijdens de revolutie van 1905 werd Kandava gedurende een maand overgenomen door een lokale arbeidersraad.
In 1914 telde Kandava 2300 inwoners en 4000 op het omliggende platteland. Er was een stadsschool, een watermolen, een elektriciteitscentrale, een kalkoven en verscheidene zagerijen.
Bij het begin van de Eerste Wereldoorlog vluchtte 75% van de bevolking voor het optrekkende Duitse leger naar Vidzeme of verder naar het oosten, naar Rusland. In 1917, tijdens de Duitse bezetting, verwierf Kandava volledige stadsrechten.

### Recentere geschiedenis
Gedurende de Letse Onafhankelijkheidsoorlog werd Kandava bezet door het Rode Leger en later door de Baltische Landeswehr.
In 1920 telde Kandava 1045 inwoners. In de jaren '20 en '30 waren er in Kandava een postkantoor, een telefooncentrale, een rechtbank en twee lagere scholen.
Na de Tweede Wereldoorlog werd Kandava deel van de Letse Socialistische Sovjetrepubliek. In de stad werd in 1945 een technische landbouwschool opgericht. In 1963 werd een afdeling van de radiofabriek van Riga opgericht.
Heden ten dage telt Kandava verscheidene houtbewerkingsondernemingen.

## Joodse aanwezigheid
In 1799 kregen joden toelating zich in het dorp te vestigen. De joodse bevolking groeide snel. Op haar hoogtepunt net voor de Eerste Wereldoorlog telde Kandava zo'n 1000 joodse inwoners, bijna de helft van het totaal.
Bij het begin van de Eerste Wereldoorlog werd de joodse gemeenschap verplicht in 24 uur haar koffers te pakken en naar Rusland te reizen. De meesten van hen keerden, in tegenstelling tot de Letse inwoners, nooit meer terug naar Kandava. Een kleine minderheid keerde wel terug, zodat er tussen de twee wereldoorlogen een bescheiden joodse aanwezigheid bleef. Op de vooravond van de Tweede Wereldoorlog waren er in Kandava 68 joodse mensen.
De joodse bevolking werd in juli 1941 - tijdens de Duitse bezetting- na een periode van dwangarbeid vermoord, waarbij enkele lokale politiemensen en collaborateurs zich niet onbetuigd lieten. In het bos - Elki, ten noorden van Kandava - waar dit gebeurde staat een overgroeid gedenkteken.

## Bekende personen

### Geboren
- Theophil Joachim Heinrich Bienert (1833), botanicus
- Jānis Mustafejevs, darter

## Tweelingsteden — verzusteringen
Kandava is lid van het Charter van Europese plattelandsgemeenten, een EU-brede stadsverzusteringsassociatie.
Charter of European Rural Communities
- Bienvenida, Spanje
- Bièvre, België
- Bucine, Italië
- Cashel, Ierland
- Cissé, Frankrijk
- Desborough, Engeland, VK
- Esch, Nederland
- Hepstedt, Duitsland
- Ibănești, Roemenië
- Kannus, Finland
- Kolindros, Griekenland
- Lassee, Oostenrijk
- Medzev, Slovakije
- Moravče, Slovenië
- Næstved, Denemarken
- Nagycenk, Hongarije
- Nadur, Malta
- Ockelbo, Zweden
- Pano Lefkara, Cyprus
- Polva, Estland
- Samuel, Portugal
- Slivo Pole, Bulgarije
- Starý Poddvorov, Tsjechië
- Strzyżów, Polen
- Tisno, Kroatië
- Troisvierges, Luxemburg
- Žagarė, Litouwen

Andere zustersteden
- Ghelăuza, Moldova
- Lejre, Denemarken
- Saku, Estland
- Šilalė, Litouwen
- Strängnäs, Zweden

## Fotogalerij

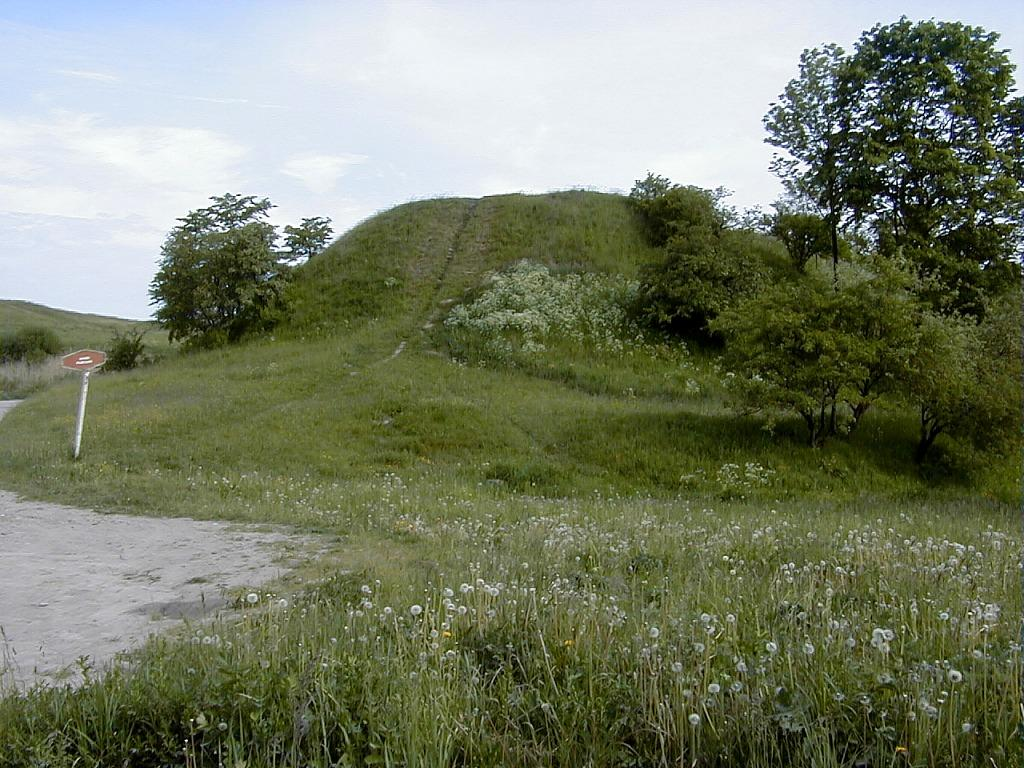
Koers heuvelfort in de stad
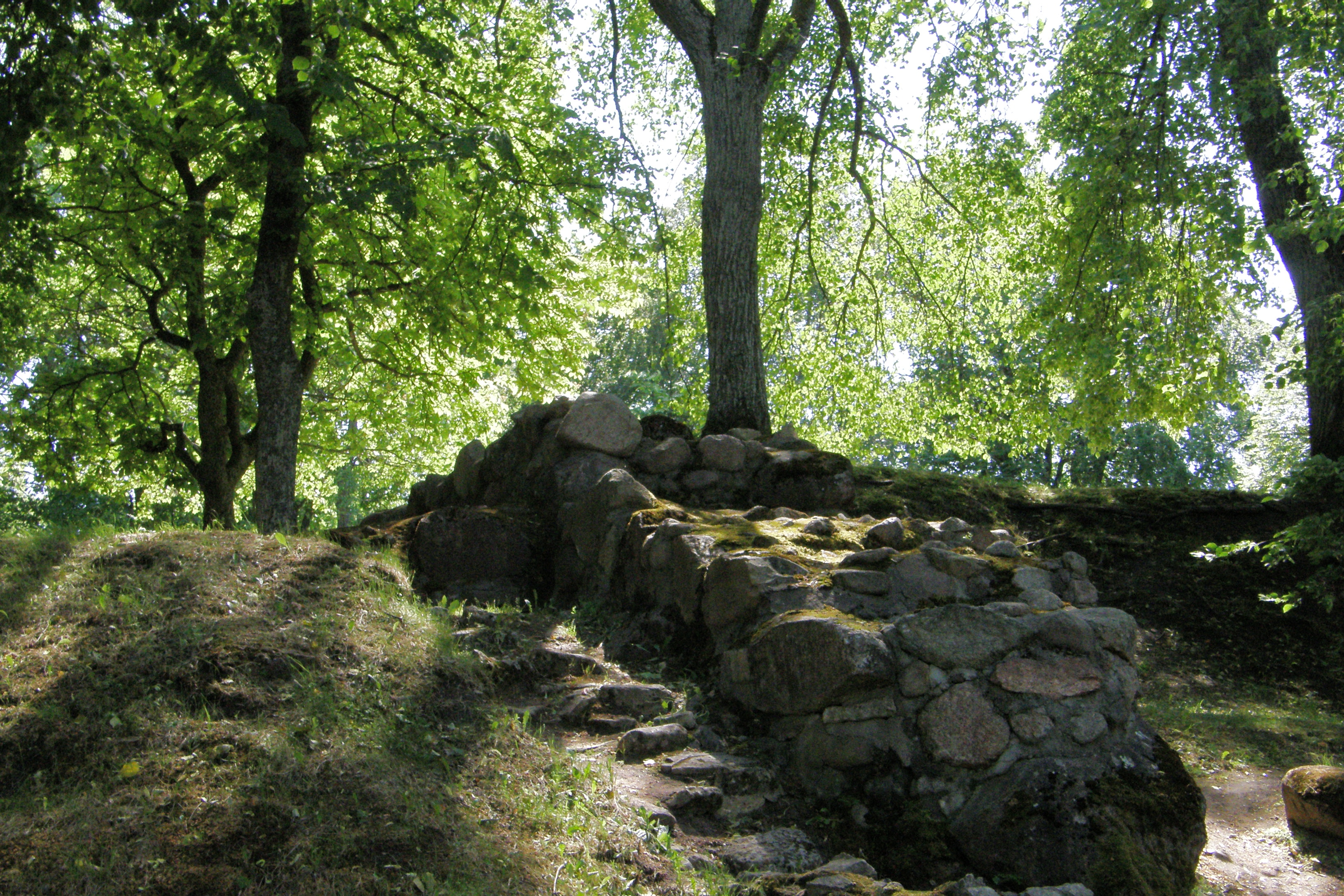
Ruïnes van de Ordensburg Kandau